# 合作博弈
合作博弈論（英語：cooperative game theory）是博弈論中的一種理論，又稱正和博弈。是指一些參與者以形成聯盟、互相合作的方式所進行的博弈。這樣一來博弈活動就變成了不同集團之間的對抗。在合作博弈中，參與者未必會做出合作行為，會有一個來自外部的機構用不同方式(例如合約)懲罰非合作者。合作博弈的相反是非合作博弈，指的是參與者不可能形成聯盟或任何合作機制都必須為自我履約契約（例如，透過置信威脅的方式）。
合作賽局通常是藉由分析合作博弈的理論框架而得，試圖想要預測會如何形成合作聯盟、如何採取聯合的行動以及合作所導致的成果。合作賽局和傳統非合作博弈的研究方向相反，非合作博弈試圖預測的是個人在賽局中的行動與成果，並分析奈許方程式。
合作博弈理論試圖想要從高層次的角度，來分析合作博弈的結構、策略以及合作能帶來的收益，而非合作博弈理論則試圖了解談判、議價過程如何影響收益分布。非合作博弈相對合作博弈較為常見，因此往往透過非合作博弈理論來協助分析合作博弈，對參與者面對外在壓力，所有可能採取的策略，建立各種假設。但這樣的分析是不可逆的。儘管在非合作博弈理論的框架下，試圖分析所有的可能性過於樂觀，因為在很多狀況下，並無法取得完整資訊，預期參與者在議價過程的策略，或是經由理論作出的預測模型過於複雜，無法應用在現實世界。在這些狀況中，合作博弈理論提供一個較為簡化的方式，讓研究者大多不需要對賽局之間所發生的議價過程做出任何假設。